# František Kmoch

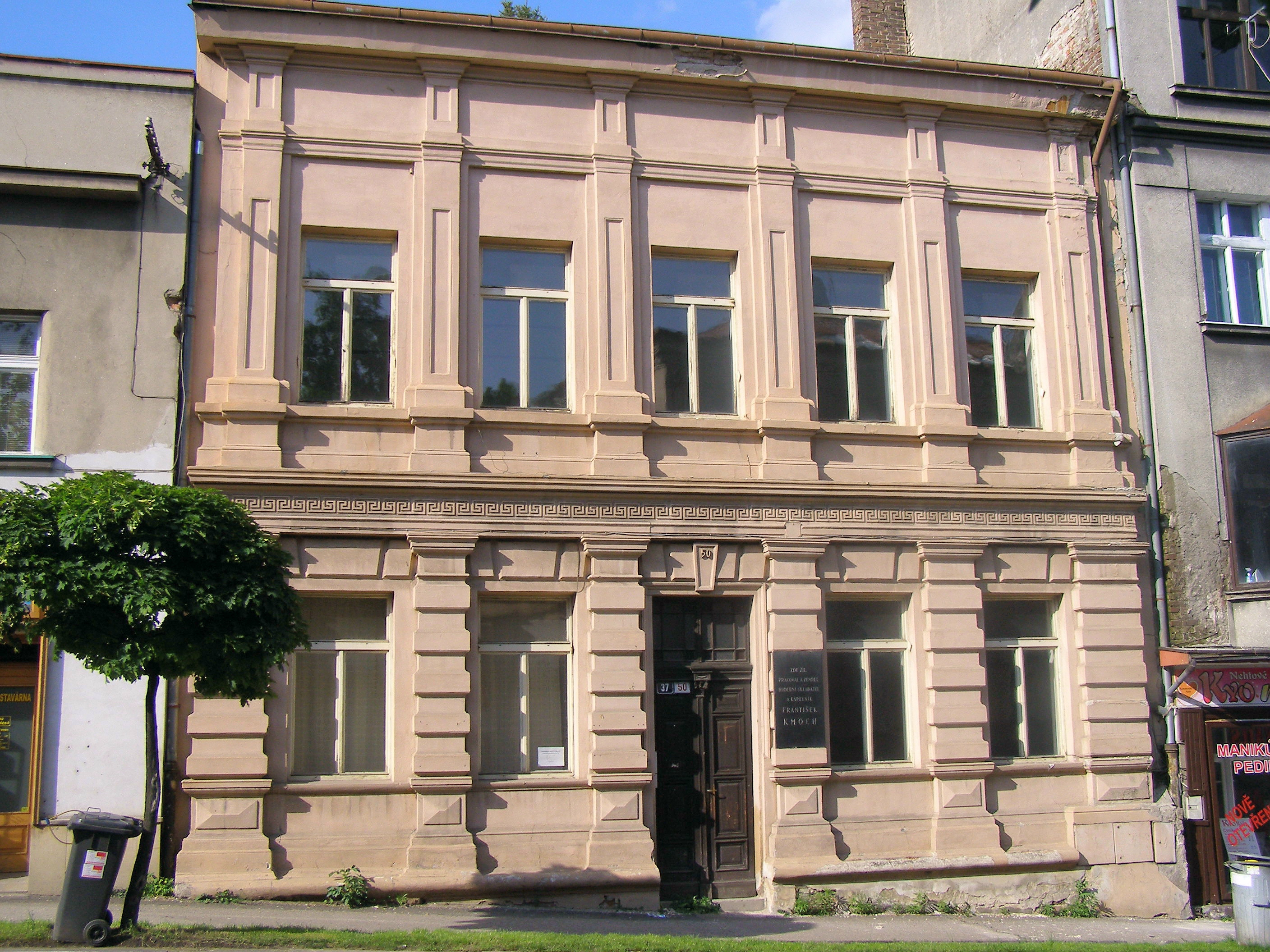
Het woonhuis van de František Kmoch in Kolín, Kutnohorská 37

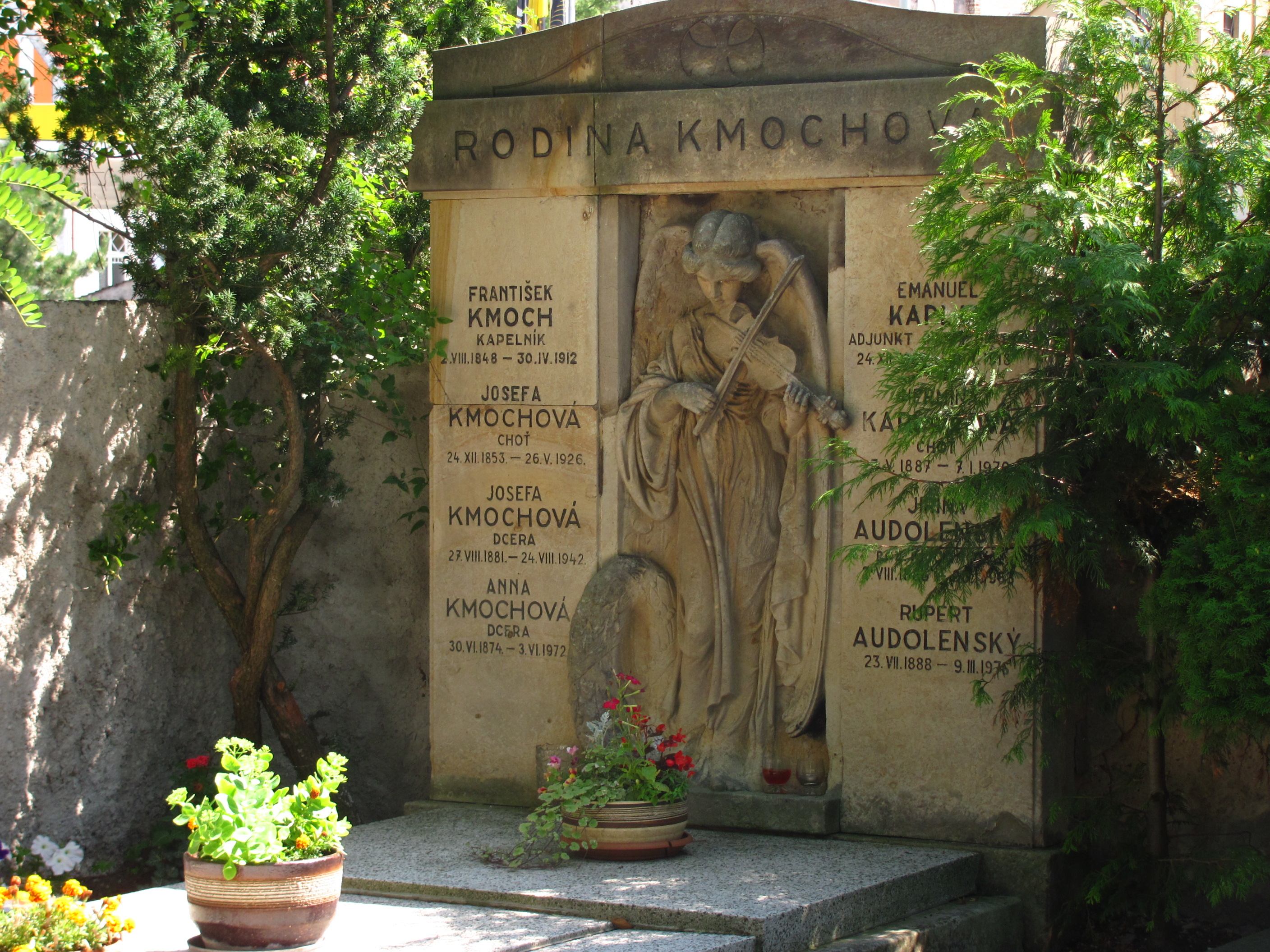
Het graf van František Kmoch op de begraafplaats in Kolín

František Kmoch (Zásmuky bij Kolín (Bohemen), 1 augustus 1848 – Kolín, 30 april 1912) was een Tsjechische componist en dirigent.

## Levensloop
Zijn vader was kleermaker en klarinettist en speelde meestal volksmuziek. František leerde vioolspelen. Op 10-jarige leeftijd begon hij kleine stukjes te componeren. In 1868 studeerde hij aan het lerarencollege in Praag. Al in 1869 werd hij leraar in Suchdo, Bohemen.
Naast zijn werk als leraar musiceerde hij in verschillende ensembles, deed hij studies als dirigent en componeerde hij ook. In 1873 werd hij van de verdere leeropdracht uitgesloten, omdat hij naar mening van het schoolbestuur zijn dagelijkse leeropdracht veronachtzaamde, vooral door zijn vele muzikale optredens. In feite was het meer een politiek besluit, omdat Kmoch zijn sympathie voor de nationalistische Sokolbeweging niet verborgen hield.
In 1868 werd hij dirigent van het Sokol-harmonieorkest in Kolín. Tijdens het gymnastiekfestival in 1873 in Praag had het Sokol-harmonieorkest uit Kolín een belangrijk optreden gedurende de openingsceremonie. Het publiek in het stadion was enthousiast over het programma en het optreden van dit orkest. Het harmonieorkest speelde zowel composities van Kmoch als bewerkingen van bekende liederen.
Kmoch huwde met Josefa Kahslova, een dochter van een slotenmaker uit Kolín. Het echtpaar kreeg vijf meisjes.
Ook door het Stedelijk muziekkorps uit Kolín werd hij als dirigent aangeworven en hij stichtte een muziekschool, die deel uitmaakte van het muziekkorps. In 1882 werd deze muziekschool door de overheid als openbare muziekschool toegelaten. Hij werd intussen ook door andere steden, onder andere Praag, gevraagd dirigent van het stedelijk harmonieorkest te worden, maar hij bleef in Kolín. Met zijn harmonieorkest maakte hij reizen naar Wenen, Boedapest, Kraków en ook een driemaandelijkse reis door Rusland.
Als reactie op de militaire marsen van het Oostenrijks-Hongaarse keizerrijk schreef hij marsen die diep in de Tsjechische traditie, folklore en volksmuziek geworteld waren. Het middendeel, dat wij vandaag de dag in het algemeen als het Trio van een mars kennen, was in de marsen van Kmoch uitsluitend van teksten voorzien, die door de muzikanten of door koren en al spoedig door het hele publiek meegezongen werden. Deze teksten waren een belangrijke manier van de ontwikkeling van een nationale identiteit.
Uit dankbaarheid aan Kmoch organiseert de stad Kolín sinds 1961 ieder jaar een Kmochuv Kolín-festival, dat gedurende drie dagen harmonieorkesten vanuit heel Europa aantrekt. In het stedelijk park van Kolín staat een standbeeld van de componist, en een harmonieorkest uit deze stad heeft in zijn naam nog Kmoch staan. In 1998, ter gelegenheid van zijn 150e verjaardag, gaf de Tsjechische staatsbank een munt van 200 kronen uit.
Kmoch wordt beschouwd als de bekendste marsencomponist van zijn land naast Julius Fučík. Zijn oeuvre omvat rond 500 werken.

## Composities

### Werken voor harmonieorkest
- 1907: Andulka šafářová, mars
- 1909: Muziky, Muziky
- 1910: Plzeňský Pochod, mars
- 1911: Sousedska nr. 1
- 1911: Zákolníček, mars
- Het harmonieorkest speelt
- Česká muzika
- Deze muziek, ja die is mooi
- Duo voor twee trompetten
- Dobroslav, mars, op. 210
- Feestmars
- Lentejeugd
- Hoj, Mařenko!
- Jarabác̆ek
- Jara Mládí
- Jízda na saních, polka, op. 221
- Jubilejní pochod - Jubileummars
- Kolíne, Kolíne (Kolíne, Kolíne, stojíš v pěkné rovině)
- Koně, vraný
- Krásný máj, luh i háj, polka
- Letem sokolím, galop
- Letem světem - (Spoedig door de wereld), galop
- Lumír, mars
- Lvi silon, mars
- Malý, ale milý třasáček
- Mĕsíc̆ek svítí
- Mijn mooi vaderland
- Měsíček svítí
- Milý sen Concertwals
- Můj koníček
- Na motoru, galop
- Na hrazdě, kvapík, galop
- Na stříbropěnném Labi, wals
- Nad Labem
- Návštěva ve Vídni (A Visit to Vienna) Concertpolka
- Od břehu Labe, polka mazurka
- Píseň o vlasti, voor bugel solo en harmonieorkest
- Po starodávnu, mazurka
- Pod našima okny
- Pod praporem sokolským, mars
- Pode mlejnem
- Pošumavské stráně
- Prapor náš, mars
- Ráz na ráz, galop
- Romance pro křídlovku - Romance voor flügelhoorn
- Rozmarná
- Roztomilá, polka
- Mooi Praag
- Slavia polka
- Šly panenky silnicí
- Sokol Nazdar!
- Sokolíci vpřed !, mars
- Sokolský den
- Svezi mysl
- Ta nase laska
- Utokem
- V dvoučtvrtečním taktu
- V květu mladosti
- V šumném víru
- Vitezny
- Vraný koně
- Vy hvězdičky
- Vyhrávala kapela, polka
- Vždy milá, mazurka
- Vzletem sokolím, galop
- Za heslem tyrsovym
- Za sokolským praporem
- Záboj, mars
- Zastaveníčko
- Zelení hájové!
- Zlatá Praha